# Fenékjáró küllő
A fenékjáró küllő (Gobio gobio) a sugarasúszójú halak (Actinopterygii) osztályának a pontyalakúak (Cypriniformes) rendjébe, ezen belül a pontyfélék (Cyprinidae) családjába tartozó faj.

## Előfordulása
A fenékjáró küllő egész Európában előfordul, de folyamatos elterjedéséről nem beszélhetünk. Állományai szigetszerűen előfordulnak a magyarországi folyókban, patakokban, homokos vagy kavicsos aljzatú állóvizekben, csatornákban. Viszonylag gyakori, de visszaszorulóban lévő faj. Franciaországtól a Baltikumig, valamint Ukrajnáig sokfelé megtalálható.

## Megjelenése

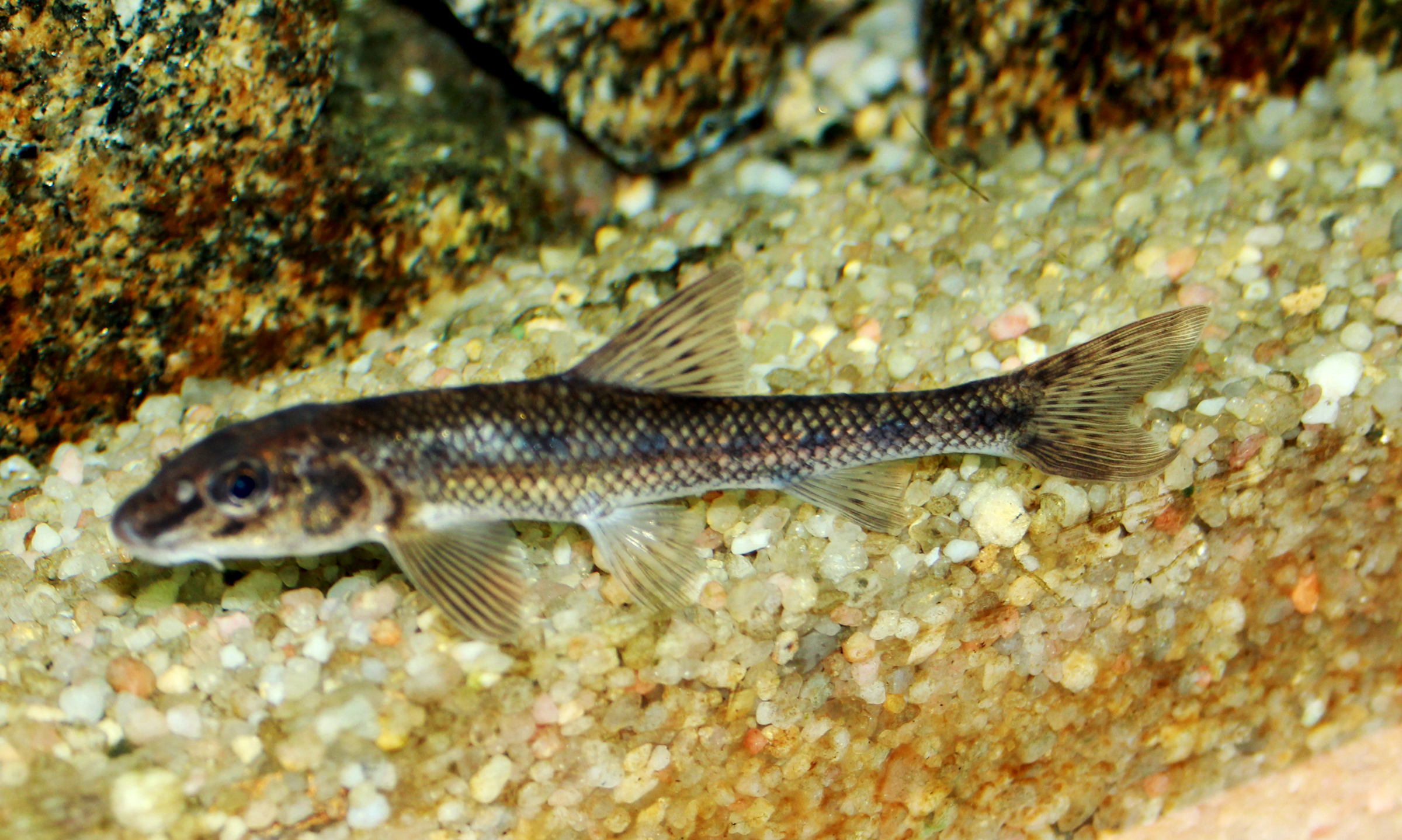
Akváriumi példány

A hal teste megnyúlt, oldalról és a hasi részen kissé lapított csaknem hengeres, faroknyele rövid, magas. Feje rövid, zömök, viszonylag magas szemei közepes nagyságúak és a fejtetőhöz közel ülnek, orra tömpe, szája alsó állású, vaskos.Szájszegletében 1-1 rövid bajuszszál van, amelyek visszahajtva legfeljebb a szem közepéig érnek. Pikkelyei nagyok, puhák, számuk 40-45 az oldalvonal mentén. Hátúszója 9-10, farok alatti úszója 8-9 sugarú; farokúszója villás. Garatfogai kétsorosak (2)2.5-5.3(2). A fenékjáró küllő átlagos testhossza 8-14 centiméter, legfeljebb 21 centiméter. 39-41 csigolyája van. E halfaj háta feketés, zöldes vagy kékes árnyalatú barna; oldalai szürkéssárgák enyhe ezüstös csillogással, az oldalvonal mentén 6-14 sötét vagy fekete folttal; hasa csillogóan fehér. Páratlan úszóin és a farok alatti úszón sötét pettyek vannak, amelyek csak erre a küllőfajra jellemzőek.

## Életmódja
A hal a patakok, folyók gyors és lassú folyású részeit kedveli, de előfordul a homokos vagy kavicsos medrű, oxigéndús tavak partjánál is. Rajban élő fenékhal, a nyári hónapokban a sekély vizekbe, télen a mélyebb részekbe húzódik. Tápláléka férgek, rákok, rovarlárvák, alkalmilag halikra is.

## Szaporodása
Ivarérettségét 2-3 éves korában éri el.Ívási időszaka április-júniusra esik, ilyenkor a hímek fején és testük elülső részén nászkiütések jelennek meg. A nőstény ragadós, körülbelül 1.5 milliméter átmérőjű ikráit a sekély, elöntött részeken kövekre vagy növényekre rakja. Egy nőstény 1000-3000 ikrát rak. A kelési idő 3-5 nap. A kikelő lárvák 5-6 milliméter hosszúak.